# Canal de l'Aller
El  Canal de l'Aller (pronúncia: Àl·ler), en alemany Allerkanal és un canal de desguàs no navegable de Baixa Saxònia a Alemanya entre Wolfsburg i Gifhorn.

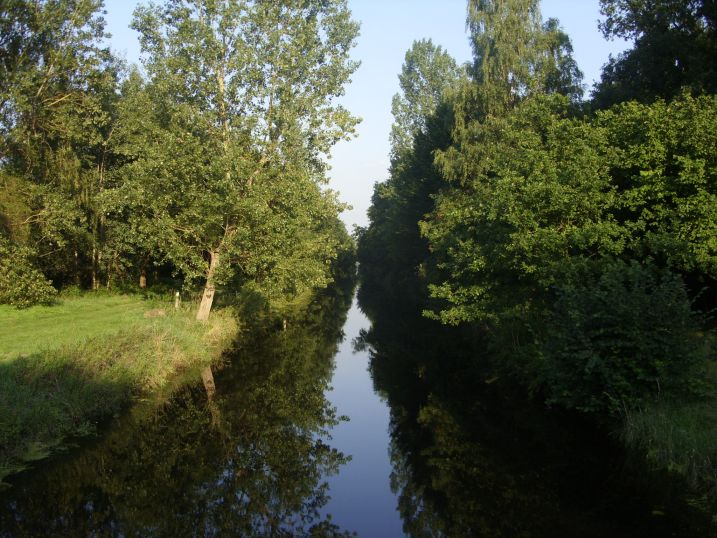
El canal a Barnbruch

 El 1859 Prússia, el Regne de Hannover i el Ducat de Brunsvic van concloure un tractat d'estat sobre la regulació del cabal de l'Aller i Ohre. En aplicació d'aquest tractat, el canal es va construir entre 1860 i 1863 per protegir els camps a la riba de l'Aller contra les inundacions. Amb el temps els talús de feixina es van destrossar i el canal va prendre el caràcter d'un curs d'aigua natural.